# Nat Turner
Nat Turner, właśc. Nathaniel Turner (ur. 2 października 1800, zm. 11 listopada 1831) – amerykański niewolnik, przywódca największego powstania niewolników w dziejach stanów południowych, które wybuchło w hrabstwie Southampton, w stanie Wirginia. Jako niewolnik nie posiadał nazwiska i został zarejestrowany wyłącznie jako Nathaniel. Zgodnie jednak z przyjętą na Południu praktyką nazywano go, używając nazwiska właściciela, w tym wypadku Samuela Turnera. Systematyczne mordowanie białych cywilów podczas powstania czyni jego działalność wysoce kontrowersyjną.

## Młodość
Nat spędził całe swe życie w hrabstwie Southampton, zamieszkanym przez więcej czarnoskórej ludności niż białej. Popowstańczy list gończy opisywał Nata następująco:
5 stóp i 6 lub 8 cali wzrostu, wagi około 150–160 funtów, raczej jasnego koloru skóry, choć nie mulat, szeroki w ramionach, o dużym, płaskim nosie, dużych oczach, szerokich, płaskich stopach i raczej iksowatych nogach, chodzący szybko i zdecydowanie, o włosach na czubku głowy bardzo rzadkich, twarzy bez zarostu, z wyjątkiem górnej wargi i końca podbródka, z blizną na jednej ze skroni i drugą na karku, a także znacznym zgrubieniem jednej z kości prawego przedramienia tuż powyżej nadgarstka, na skutek złamania.
Turner był człowiekiem inteligentnym, czytać i pisać nauczył się bez niczyjej pomocy. Był głęboko religijny i widywano go często modlącego się lub czytającego Biblię. Często miewał widzenia, które poczytywał za wieści od Boga. Te widzenia w znacznym stopniu wpływały na jego życie; na przykład, gdy miał 21 lat, zbiegł od swego pana, ale wrócił po miesiącu, po kolejnym widzeniu. Turner często chrzcił dzieci niewolników i wygłaszał kazania w oparciu o wersety z Biblii, z tego powodu niewolnicy nazywali go między sobą „prorokiem”. Na początku 1828 roku Nat nabrał przekonania, że „został wybrany przez Wszechmogącego dla dokonania jakiegoś wielkiego dzieła”. 12 maja, gdy pracował w polu, miał widzenie: „usłyszałem głośny dźwięk w niebie i Duch Święty zjawił się przede mną i powiedział, że Wąż się uwolnił, Chrystus odłożył swe jarzmo z którym przyszedł na świat za ludzkie grzechy i że teraz ja mam je podjąć i walczyć z Wężem, bowiem szybko nadchodzi ten czas, gdy pierwsi będą ostatnimi, a ostatni pierwszymi”. Nat był przekonany, że Bóg dał mu zadanie „zabicia Jego nieprzyjaciół ich własną bronią”. Nat relacjonował: „opowiedziałem o wielkim zadaniu, jakie zostało mi powierzone czterem niewolnikom, do których miałem największe zaufanie“ – Henry'emu, Harkowi, Nelsonowi i Samowi.
12 lutego tego roku w Wirginii obserwowano zaćmienie słońca, co stało się sygnałem do rozpoczęcia rebelii. Turner zaplanował początkowo wybuch powstania na 4 lipca (Dzień Niepodległości), ale termin został przełożony z powodu sporów między Natem i jego zwolennikami oraz choroby. Tymczasem 13 sierpnia miało miejsce kolejne zaćmienie słońca. Nat zrozumiał to jako ostateczne wezwanie i w tydzień później – 21 sierpnia – powstanie wybuchło.

## Powstanie
Nat rozpoczął powstanie z kilkoma zaufanymi niewolnikami. Rebelianci wędrowali od plantacji do plantacji, uwalniając niewolników i zabijając wszystkich białych bez względu na wiek i płeć. Ostatecznie w powstaniu wzięło udział od 50 do 70 niewolników i kilku wolnych Afroamerykanów.
Rebelianci chcieli uniknąć przedwczesnego alarmu, więc atakowali i zabijali swe ofiary przy pomocy noży, motyk, siekier i tępych narzędzi zamiast broni palnej. Nat kazał swoim ludziom „zabić wszystkich białych”, chociaż twierdził później, że chciał oszczędzić kobiety, dzieci i starców, a nawet dorosłych mężczyzn, gdyby dobrowolnie się poddali. Zanim Nat i jego powstańcy spotkali się z oporem ze strony milicji stanowej i dragonów, śmierć poniosło 57 białych mężczyzn, kobiet i dzieci. Jednak kilka domostw zostało pominiętych „ponieważ Turner uważał, że biedni biali nie mają lepiej niż negroes”.

## Ujęcie i egzekucja
Powstanie Nata Turnera zostało zdławione w ciągu 48 godzin, ale sam Turner zdołał zbiec i do 30 października ukrywał się na bagnach. Jego kryjówkę odnalazł miejscowy farmer, który zawiadomił władze. Nat został ujęty i postawiony przed sądem, który 5 listopada 1831 roku po krótkiej rozprawie uznał go winnym zbrodni i skazał na śmierć. Został powieszony 11 listopada w Jerusalem (dzisiaj Courtland), w Wirginii. Po śmierci został obdarty ze skóry, zdekapitowany i poćwiartowany.
Po egzekucji jego adwokat, Thomas Ruffin Gray, który miał wstęp do więzienia, gdzie Nat był przetrzymywany, opublikował własnym kosztem Wyznanie Nata Turnera, pracę opartą częściowo na badaniach prowadzonych w czasie, gdy Nat się ukrywał i częściowo na rozmowach z więźniem przed procesem. Dokument ten jest podstawowym źródłem do badań nad przyczynami i przebiegiem powstania.

## Konsekwencje

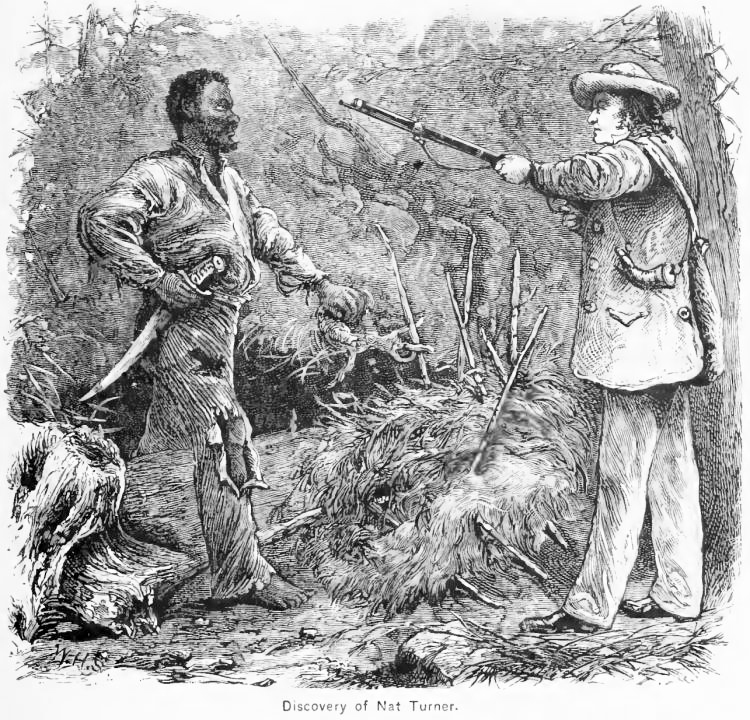
Nat Turner złapany przez Benjamina Phippsa

W sumie w stanie Wirginia uśmiercono 56 czarnoskórych podejrzanych o branie udziału w powstaniu. Po tym wydarzeniu nastąpiły krwawe porachunki w Wirginii i w innych stanach, w wyniku których blisko 200 czarnoskórych niewolników – z których większość nie miała nic wspólnego z powstaniem – pobito, torturowano i zamordowano.
Przed powstaniem Nata Turnera w stanie Wirginia ruch abolicjonistyczny w zasadzie nie istniał, a sprzeciw wobec niewolnictwa opierał się raczej na podstawach ekonomicznych niż etycznych. Przeciwnicy – a wśród nich urzędujący gubernator John Floyd – uważali, że niewolnictwo jest nieefektywne, zacofane, a ponadto obawiali się wzrostu liczby Afroamerykanów i prześcignięcia przez nich populacji białych na Południu. Tych, którzy kierowali się racjami moralnymi i humanitaryzmem było niewielu.
Obawa przed powtórzeniem się rewolty Nata Turnera spowodowała wprowadzenie represyjnych wobec Afroamerykanów aktów prawnych na Południu. Wolność czarnoskórych w Wirginii została drastycznie ograniczona; nadto wprowadzono zasadę zakazującą kwestionowania niewolnictwa w oparciu o przekonanie, że dyskusja na ten temat może stać się przyczynkiem do kolejnej tego typu rewolty. Istnieją dowody na to, że już przed powstaniem pomysły tego typu miały miejsce. Przyczyn należy szukać po części w nagłym odrodzeniu się gospodarki agrarnej Południa po wynalezieniu odziarniarki bawełny i związanego z tym zapotrzebowania na coraz droższych niewolników. Ruch Nata Turnera przypuszczalnie przyspieszył te tendencje.
Wobec gwałtownej reakcji białych na uśmiercenie tylu ludzi, żadne inne powstanie na taką lub większą skalę nie mogło mieć miejsca. Z tego też powodu Nat jest uważany za bohatera przez część Afroamerykanów i Panafrykanów na całym świecie.
Turner stał się obiektem zainteresowania naukowców w latach 40. XX wieku, kiedy to historyk amerykański Herbert Aptheker opublikował pierwszą poważną pracę naukową na temat ruchów wyzwoleńczych na niewolniczym Południu. Aptheker wyjaśnił, jak doszło do powstania w warunkach nieludzkiego wyzysku niewolników. Po zgłębieniu archiwów stanów południowych stwierdził, że przed powstaniem miało miejsce około 250 podobnych incydentów, aczkolwiek żaden z nich nie osiągnął skali rewolty kierowanej przez Nata Turnera.
Wyznania Nata Turnera, powieść Williama Styrona z roku 1967, zdobyła nagrodę Pulitzera w 1968. Książka została bardzo dobrze oceniona przez czytelników, ale kilku czarnoskórych krytyków uznało ją za rasistowską.
W roku 2003 wszedł na ekrany kin w USA film Charlesa Burnetta Nat Turner: A Troublesome Property, a w 2016 roku film Narodziny narodu w reżyserii Nate’a Parkera.